# Daan Schuurmans

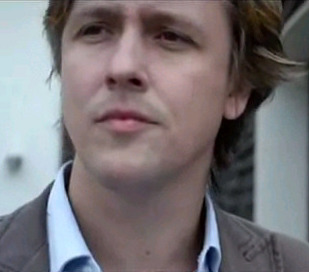
Daan Schuurmans in: De Man is kapot (2010)

Daniël Adrianus Augustinus (Daan) Schuurmans (* 24. Januar 1972 in Rotterdam) ist ein niederländischer Schauspieler.

## Ausbildung
Sein Vater Ton Schuurmans (1941–1997) war Journalist beim Haagsche Courant und dem Nieuwsblad van het Noorden. Dies weckte früh den Wunsch Schurrmans ebenfalls in diesem Beruf tätig zu werden. Jedoch verschlug es ihn letztlich auf die Theaterbühne, wo er bereits in seiner Schulzeit Auftritte hatte. Von 1992 bis 1995 studierte er an der Toneelacademie Maastricht. Weiteren Schauspielunterricht nahm er anschließend von 1995 bis 1997 an der Toneelschool Amsterdam. Erstmals trat er im Fernsehen in Erscheinung mit der Hauptrolle in dem Familiendrama Westenwind (6 Staffeln von 1999 bis 2003). Er übernahm rasch viele weitere Rollen.

## Privatleben
Daan Schuurmans war von 2000 bis 2006, mit der Schauspielerin Jennifer Hoffman liiert. Er verließ sie für die Schauspielerin Bracha van Doesburgh, die er 2011 heiratete; sie haben drei Kinder und leben seit 2024 in Haarlem.

## Auszeichnungen
| Jahr | Preis                         | Kategorie/Production                                                |
| ---- | ----------------------------- | ------------------------------------------------------------------- |
| 2002 | Beste acteur en idool         | Hitkrant                                                            |
| 2003 | European Shooting Stars Award | Internationale Filmfestspiele Berlin                                |
| 2010 | Beeld en Geluid Award         | Bester Schauspieler in Bernhard, schavuit van Oranje und Annie M.G. |

## Nominationen
| Jahr | Preis           | Kategorie                | Produktion         |
| ---- | --------------- | ------------------------ | ------------------ |
| 2010 | Rembrandt Award | Beste Nederlandse Acteur | Terug naar de kust |

## Fernsehen und Film
| Film      | Film                                      | Film                               | Film               |
| Jahr      | Produktion                                | Rolle                              | Anmerkungen        |
| --------- | ----------------------------------------- | ---------------------------------- | ------------------ |
| 1997      | Jewish Boxing                             | Todd                               | Hauptrolle         |
| 1999      | Dropouts                                  | Hotelrezeptionist                  | Nebenrolle         |
| 1999      | The Delivery                              | Mann mit Telefon                   | Nebenrolle         |
| 2000      | Harakiri                                  | operator                           | Hauptrolle         |
| 2001      | Costa!                                    | Rens                               | Hauptrolle         |
| 2002      | Volle Maan                                | Ties                               | Hauptrolle         |
| 2002      | Barry H.                                  | Barry                              | Hauptrolle         |
| 2003      | Harte Zeiten für Polleke                  | Spiek                              | Hauptrolle         |
| 2003      | So Be It                                  | Dealer                             | Nebenrolle         |
| 2003      | Phileine zegt sorry                       | Dylan                              | Nebenrolle         |
| 2003      | Pipo en de p-p-parelridder                | Parelridder Didero van Donderstein | Hauptrolle         |
| 2004      | Snowfever                                 | Ryan                               | Hauptrolle         |
| 2004      | Floris                                    | Van Rossum jr.                     | Hauptrolle         |
| 2005      | Deuce Bigalow: European Gigolo            | Belgischer Gigolo                  | Nebenrolle         |
| 2005      | Wereld van stilstand                      | Max                                | Hauptrolle         |
| 2005      | Knetter                                   | Cees                               | Hauptrolle         |
| 2007      | Alles is liefde                           | Kees Tromp & Mittchell             | Hauptrolle         |
| 2008      | Der Brief für den König                   | Grauer Ritter Bendu                | Hauptrolle         |
| 2009      | Terug naar de kust                        | Geert                              | Hauptrolle         |
| 2010      | Tulpen aus Amsterdam                      | Ed Verkerk                         | Hauptrolle         |
| 2010      | Briefgeheim                               | Koen Vels                          | Hauptrolle         |
| 2010      | De maan is kapot                          | Vater                              | Hauptrolle         |
| 2010      | Het Geheim                                | Hans Smid                          | Hauptrolle         |
| 2011      | De Bende van Oss                          | Wachtmeister Roelofse              | Hauptrolle         |
| 2012      | Bellicher: Cel                            | Michael Bellicher                  | Hauptrolle         |
| 2013      | Het Diner                                 | Serge                              | Hauptrolle         |
| 2013      | Mannenharten                              | Tim                                | Hauptrolle         |
| 2013      | Finn und die Magie der Musik              | Frank, Vater von Finn              | Hauptrolle         |
| 2015      | De Reünie                                 | Olaf                               | Hauptrolle         |
| 2015      | Mannenharten 2                            | Tim                                | Hauptrolle         |
| 2016      | De held                                   | Anton Raaymakers                   | Hauptrolle         |
| 2016      | Soof 2                                    | Tierarzt Thomas                    | Nebenrolle         |
| 2017      | Paddington 2                              | Phoenix Buchanan                   | Stimme             |
| 2018      | Heer & Meester                            | Valentijn Rixtus Bentinck          | Hauptrolle         |
| 2019      | Adults in the Room                        | Jeroen Dijsselbloem                | Hauptrolle         |
| 2024      | Het boek van alle dingen                  | Vater                              | Hauptrolle         |
| Fernsehen |                                           |                                    |                    |
| Jahr      | Produktion                                | Rolle                              | Anmerkungen        |
| 1995      | Oppassen!!!                               | Hans Voldert                       | Gastrolle          |
| 1996      | 12 steden, 13 ongelukken                  | Bas                                | Gastrolle          |
| 1997      | Fort Alpha                                | Lars Agterberg                     | Hauptrolle         |
| 1998–2000 | Toen was geluk heel gewoon                | Adri de Greef                      | Nebenrolle         |
| 1999      | Ben zo terug                              |                                    | Gastrolle          |
| 1999–2003 | Westenwind                                | Anton Noordermeer                  | Hauptrolle         |
| 2001      | De acteurs                                | Huub                               | Hauptrolle         |
| 2001      | Baantjer                                  | Marcel Bakker                      | Gastrolle          |
| 2001      | Dok 12                                    | Piet                               | Gastrolle          |
| 2001–2004 | Rozengeur & Wodka Lime                    | Frank Boersma                      | Hauptrolle         |
| 2001–2005 | Costa! (die Serie)                        | Rens/Camiel                        | Hauptrolle         |
| 2005–2008 | Keyzer & De Boer Advocaten                | Maarten Lommen                     | Hauptrolle         |
| 2007      | Voor de rest van je leven                 | selbst                             | Moderation         |
| 2010      | Bernhard, schavuit van Oranje             | Bernhard zur Lippe-Biesterfeld     | Hauptrolle         |
| 2010      | Annie M.G.                                | Flip van Duyn                      | Hauptrolle         |
| 2010–2013 | Bellicher; de Macht van meneer Miller     | Michael Bellicher                  | Hauptrolle         |
| 2015      | Crossing Lines                            | Joep Mees                          | Gastrolle, Folge 1 |
| 2014–2016 | Heer & Meester                            | Valentijn Rixtus Bentinck          | Hauptrolle         |
| 2014–2019 | Nieuwe buren (Fernsehserie)               | Peter Nijhoff                      | Hauptrolle         |
| 2016      | De Maatschap                              | Theo Meyer                         | Hauptrolle         |
| 2017      | Sinterklaasjournaal (2017)                | Vater                              | Gastrolle, Folge 7 |
| 2018      | Ik weet wie je bent                       | Daniël Elias                       | Hauptrolle         |
| 2018–2020 | Mocro Maffia                              | Rein de Waard                      | Hauptrolle         |
| 2020      | Vliegende Hollanders                      | Albert Plesman                     | Hauptrolle         |
| 2022      | Het verhaal van Nederland                 | Moderation/verteller               | Hauptrolle         |
| 2022      | Five Live                                 | Flip de Koning                     | Hauptrolle         |
| 2023      | Verborgen verleden                        | selbst                             |                    |
| 2024      | Het verhaal van Nederland - Oranje Nassau | Moderation/Erzähler                | Hauptrolle         |
| 2025      | Het verhaal van Nederland - Amsterdam     | Moderation/Erzähler                | Hauptrolle         |

## Theater
| Jahr | Produktion             | Rolle                                      | Produzent              |
| ---- | ---------------------- | ------------------------------------------ | ---------------------- |
| 1997 | Hamlet                 | Reynaldo                                   | De Trust               |
| 2006 | Petits Crimes          | Jules                                      | Egmond Theater         |
| 2007 | Closer                 | Dan                                        | Het Nationale Toneel   |
| 2010 | Ko! (über Ko van Dijk) | Peter Jan                                  | Stichting Beeldenstorm |
| 2011 | Expats                 | Mark                                       | Het Toneel Speelt      |
| 2012 | Gijsbrecht van Aemstel | Arend van Amstel sowie den Klosterpförtner | Het Toneel Speelt      |
| 2012 | König Lear             | Edmond                                     | Het Toneel Speelt      |
| 2016 | Demonen                | Frank                                      | Toneelgroep Oostpool   |

## Singles
Denk aan mij, Bestandteil des Soundtracks des Films Volle Maan (2002), veröffentlicht am 19. Oktober 2002, stand 9 Wochen in der Nederlandse Top 40 und erreichte Platz 13. 